# Rolf Demander
Rolf Tommie Demander, född 5 januari 1943 i Stockholm, död 30 november 2008 i Farsta, var en svensk skådespelare.

## Filmografi
- 1971 – Midsommardansen
- 1972 – Anderssonskans Kalle